# Thomas Richter (Fußballspieler, 1980)
Thomas Richter (* 19. August 1980 in Görlitz) ist ein ehemaliger deutscher Fußballtorwart.

## Karriere
Richter begann mit dem Fußballspiel 1988 bei MBB SG Augsburg, bereits zwei Jahre später wechselte in die Jugendabteilung von TSV Schwaben Augsburg. 1995 erfolgte der Wechsel zum Stadtrivalen FC Augsburg. Mit der A-Jugend des Klubs gewann er 1998 die Süddeutsche A-Jugend-Meisterschaft. Im selben Jahr kam er auch zu einem Einsatz für die deutsche U18-Nationalmannschaft. Von 2000 bis 2003 spielte Richter in der zweiten Mannschaft von Borussia Mönchengladbach und wechselte anschließend zum Regionalligisten SV Elversberg. Zwei Jahre war Richter Stammtorhüter bei Elversberg, verließ den Klub allerdings 2005, da er keine Perspektive [sah], sich weiterzuentwickeln.
In der Saison 2005/06 spielte er beim Ligakonkurrenten SV Darmstadt 98. Der Verein gab zu Saisonbeginn als Ziel den Aufstieg in die zweite Liga aus, dieses verpasste die Mannschaft unter Trainer Bruno Labbadia mit dem 5. Platz in der Abschlusstabelle deutlich. Richter wechselte daraufhin zum Zweitligaabsteiger Sportfreunde Siegen und spielte mit dem Klub in der Saison 2006/07 ebenfalls in der Regionalliga Süd. Richter war wie schon bei Darmstadt Stammtorhüter und belegte mit dem Klub nur den 12. Platz im Endklassement. Siegen verpflichtete für die neue Saison mit Robert Wulnikowski einen weiteren Torhüter, was dazu führte, dass Richter ein Angebot von Zweitligaaufsteiger SV Wehen Wiesbaden annahm, die ihn für 25.000 Euro Ablöse verpflichteten. Bei Wehen war er zunächst hinter Adnan Masić nur Ersatztorhüter. Am 6. Spieltag der Saison 2007/08 kam Richter zu seinem ersten Profieinsatz, nachdem Masić von Trainer Christian Hock aufgrund schwacher Leistungen aus dem Kader gestrichen wurde. Im August 2009 wechselte er zum südafrikanischen Erstligisten Mpumalanga Black Aces. Nach nur einem Jahr wechselte er wieder zurück nach Deutschland zum Regionalligisten FC 08 Homburg. Nach dem Abstieg der Saarländer in die Oberliga beendete Richter im Sommer 2011 seine Karriere.
Im Juli 2012 wechselte Richter als neuer Geschäftsführer in den Vorstand des FC 08 Homburg. Von 2013 bis 2017 war er als Leiter des Lizenzbereichs und Spielbetriebs bei der TSG 1899 Hoffenheim tätig.